# Andrew Scott (actor)
Andrew Scott (Dublín; 21 de octubre de 1976) es un actor irlandés de teatro, cine y televisión. Recibió en el año 2005 el Premio Laurence Olivier a sus logros en un teatro afiliado por la producción de la obra A Girl in a Car with a Man en el Jerwood Theatre Upstairs y un Premio IFTA por la película Dead Bodies.
Destacan  sus papeles de “El Sacerdote”, en la segunda temporada de Fleabag (2019), cuyo papel le valió un premio de la Crítica Televisiva, Tom Ripley en la miniserie Ripley (2024), y  el profesor Jim Moriarty, archivillano de la serie para televisión Sherlock (2010–2017), por el cual ganó el premio BAFTA TV al mejor actor de reparto del año 2012. En cine, ha participado en películas como Pride (2014), Spectre (2015), 1917 (2019), All of Us Strangers (2023) o Blue Moon (2025) .

## Biografía
Scott nació en Dublín, Irlanda, hijo de James Scott y de Nora Scott, una profesora de arte. Tiene dos hermanas: Sarah, dos años mayor y Hannah, nueve años menor. Fue criado como católico, pero él se considera no practicante. Asistió al Gonzaga College mientras tomaba clases en el fin de semana en el Teatro para Jóvenes de Ann Kavanagh en Rathfarnham, y apareció en dos anuncios en la televisión irlandesa. A los 17 años fue elegido para un papel protagónico en su primera película Corea. Ganó una beca para la escuela de arte, pero eligió estudiar teatro en el Trinity College de Dublín, y lo dejó después de seis meses para unirse al elenco del Abbey Theatre de Dublín. Cuando tenía 22 años, se mudó a Londres, donde empezó a consagrar su carrera profesional.

## Carrera

### 1982–2011: Primeros papeles e inicios
En 1982, interpretó su primer papel como Stan en la obra de teatro de Neil Simon en el Brighton Beach Memoirs en Dublín. Realizó su debut cinematográfico a la edad de 17 años personificando a un líder juvenil en la aclamada película irlandesa Korea. Luego de participar en un pequeño papel para la película Saving Private Ryan de Steven Spielberg, trabajó con el director de cine y teatro Karel Reisz en una producción para el Gate Theatre llamada Long Day's Journey into Night, y por el que ganó el premio al actor del año en el Independent/Spirit of Life Awards, recibiendo además una nominación por mejor actor de reparto en los Irish Times Awards.
Scott realizó una aparición en la película Nora, junto con Ewan McGregor, y en una adaptación para la televisión de la novela de Henry James The American, junto con Diana Rigg y Matthew Modine, luego de haber realizado su debut en el teatro londinense con la obra Dublin Carol, compartiendo escenario con Brian Cox en el Royal Court Theatre.
Después de protagonizar My Life in Film para la BBC, recibió su primer premio Olivier por su papel en A Girl in a Car with a Man en The Royal Court y un Theatregoers' Choice Award por su actuación en la obra Aristocrats del Royal National Theatre. Luego, participó en la creación de los roles de los hermanos gemelos en la producción original para The Royal Court de Christopher Shinn llamada Dying City, el que posteriormente fue nominado al Premio Pulitzer. En 2006, hizo su debut en Broadway junto a Julianne Moore y Bill Nighy en la producción para el Music Box Theater titulada The Vertical Hour, escrita por David Hare y dirigida por Sam Mendes, por el que fue nominado para un Drama League Award.
En 2008, Scott apareció en la premiada miniserie de HBO John Adams, junto a Laura Linney y Paul Giamatti. En 2009, apareció en Sea Wall, un espectáculo unipersonal escrito especialmente para él por el galardonado guionista.
A fines de 2009, protagonizó junto a Ben Whishaw, Katherine Parkinson y Paul Jesson la obra Cock en The Royal Court, una producción que ganó un Premio Olivier en 2010. Recientemente ha sido visto en Foyle's War interpretando a un prisionero determinado a culparse a sí mismo por un crimen que no cometió, y que ha sido descrito por Slant Magazine como una "actuación destacada." Otras apariciones recientes incluyen un rol en Chasing Cotards (cortometraje que fue realizado especialmente para una presentación IMAX del Director Edward L. Dark), y un retrato de Paul McCartney en la película para la BBC titulada Lennon Naked. Adicionalmente, ha protagonizado en la aclamada cinta Anton Chekhov's The Duel.
Sus más recientes trabajos incluyen una aparición en el drama de la BBC Sherlock, y un rol invitado en la segunda serie de Garrow's Law. En 2010 apareció con Lisa Dillon y Tom Burke en la producción para la Old Vic de Design for Living de Noël Coward. En 2011 interpretó el papel principal de Julian the Apostate en la adaptación de la obra épica de Henrik Ibsen Emperor and Galilean realizada por Ben Power para el Royal National Theatre en Londres. Además, ha realizado un pequeño rol en el drama original de la BBC2 The Hour como Adam Le Ray, un actor fracasado que aparece en los episodios 1 y 3.

### 2012–2019: Consagración y reconocimientos

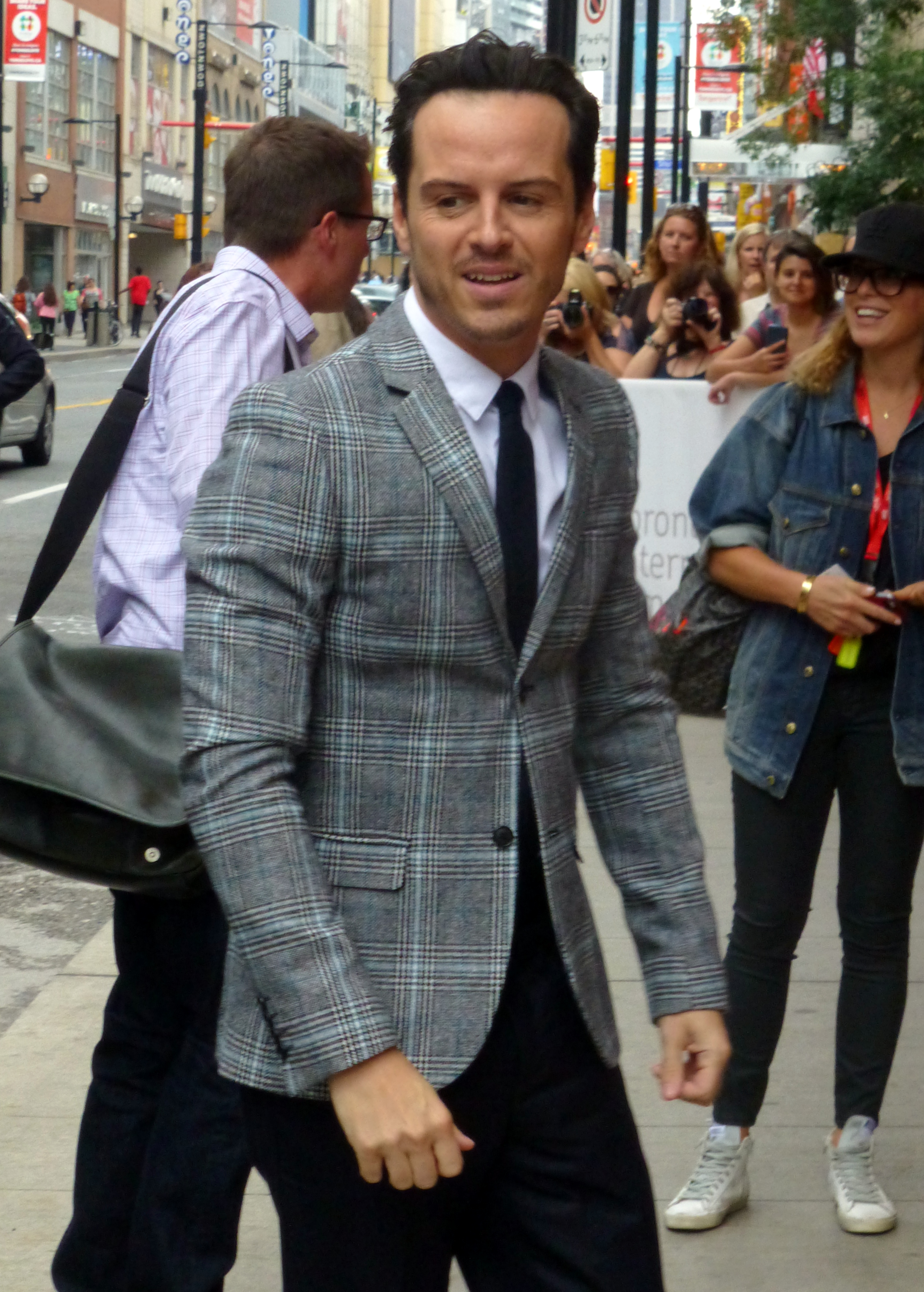
Scott en 2014

En noviembre de 2013, Scott participó en los 50 años en el escenario del Royal National Theatre, un evento teatral que consistió en extractos de muchas obras durante los cincuenta años de funcionamiento del teatro y se transmitió en vivo por televisión. Scott interpretó junto a Dominic Cooper una escena de la obra épica sobre la crisis del SIDA en la ciudad de Nueva York titulada Angels in America de Tony Kushner. En 2014, Scott subió al escenario en la obra Birdland, escrita por Simon Stephens y dirigida por Carrie Cracknell en el Royal Court Theatre, interpretando al personaje central de Paul, una estrella de rock al borde de una crisis nerviosa. Scott recibió críticas positivas por la actuación.
En 2015, apareció en la película de James Bond, Spectre, como Max Denbigh, un miembro del gobierno británico que intenta cerrar la sección Doble-0. Al año siguiente apareció en la película de drama romántico This Beautiful Fantastic (2016), dirigida y escrita por Simon Aboud. En 2017, la actuación de Scott en el papel principal de Hamlet obtuvo elogios de la crítica y le valió la nominación al premio Laurence Olivier al mejor actor en un papel principal en una obra de teatro. La obra fue dirigida por Robert Icke y producida por primera vez en el Teatro Almeida.
Scott interpretó a Edgar en la adaptación televisiva de El rey Lear de William Shakespeare (2018). Scott la protagonizó junto a Anthony Hopkins, Emma Thompson y Florence Pugh. Al año siguiente, interpretó a The Priest en la segunda temporada de la comedia dramática Fleabag (2019), creada por Phoebe Waller-Bridge. Por su actuación recibió elogios y una nominación al Globo de Oro. También, en 2019, apareció en la serie de antología Black Mirror, como el personaje principal Chris en el episodio:"Smithereens", por el que fue nominado al premio Primetime Emmy como actor invitado en una serie dramática. Además, interpretó al coronel John Parry/Jopari/Stanislaus Grumman en una adaptación para televisión de His Dark Materials de Philip Pullman hasta el fin de la serie en 2022.

### 2021–act.: Proyectos actuales

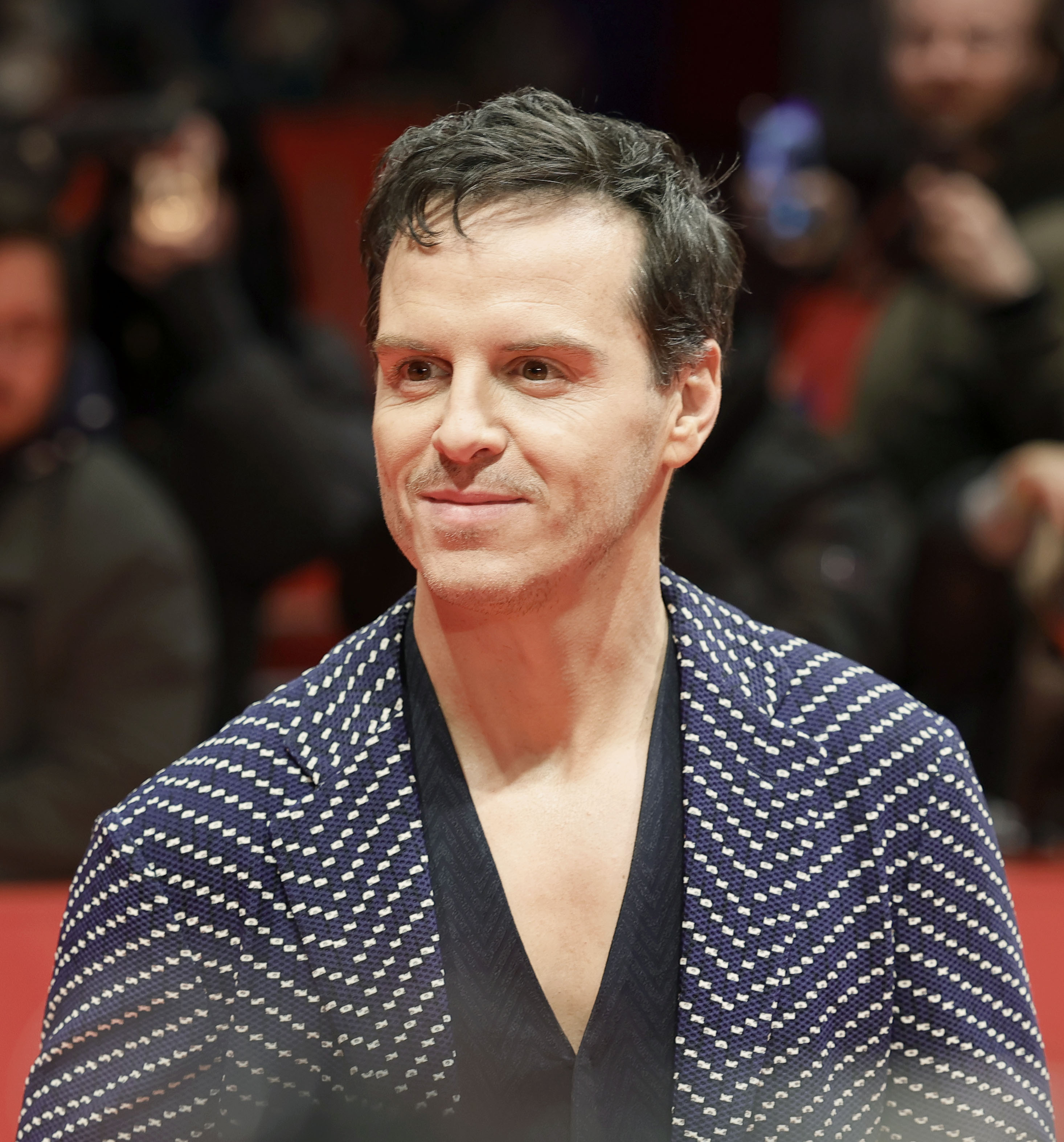
Scott en el Festival Internacional de Cine de Berlín en 2025.

En 2021, actuó como Lord Merlin en la miniserie The Pursuit of Love. También ese año interpretó a Terje Rød-Larsen en la película para televisión Oslo. Al año siguiente actuó en la comedia Catherine Called Birdy. En 2023, protagonizó la película de drama Todos somos extraños junto a Paul Mescal y Claire Foy. En 2024, interpretó al personaje principal en la adaptación televisiva para Netflix, Ripley, del personaje creado por Patricia Highsmith en su célebre serie de novelas sobre Tom Ripley. La serie se estrenó en dicha plataforma el 4 de abril de 2024. Por su papel fue nominado a los Premios Primetime Emmy, Premios Globo de Oro y ganó el premio a mejor actor de miniserie en los Premios Peabody.
En 2025, participó en la película de Netflix, De vuelta a la acción, junto a Cameron Díaz y Jamie Foxx. Scott ganó el premio Oso de Plata a la mejor interpretación de reparto en la 75ª edición del Festival Internacional de Cine de Berlín, por su papel de Richard Rodgers en la película, Blue Moon (2025). Además, se unió como miembro de Academy of Motion Picture Arts and Sciences.

## Vida personal
Scott comentó públicamente por primera vez sobre su sexualidad en una entrevista con The Independent en noviembre de 2013. Dijo: "Afortunadamente, hoy en día la gente no ve ser gay como un defecto de carácter. Pero tampoco es una virtud, como la bondad o un talento como tocar el banjo; es simplemente un hecho". En 2023, reveló que la gente quería que se guardara su sexualidad cuando comenzó en la profesión.

## Filmografía

### Cine
| 1995             | Korea                                  | Eamonn Doyle         |               |
| 1997             | Drinking Crude                         | Paul                 |               |
| 1998             | Saving Private Ryan                    | Soldier on the Beach |               |
| 1998             | The Tale of Sweety Barrett             | Danny                |               |
| 2000             | Nora                                   | Michael Bodkin       |               |
| 2001             | I Was the Cigarette Girl               | Tim                  | Cortometraje  |
| 2003             | Dead Bodies                            | Tommy McGann         |               |
| 2009             | Anton Chekhov's The Duel               | Laevsky              |               |
| 2010             | Chasing Cotards                        | Hart Elliot-Hinwood  | Cortometraje  |
| 2010             | Silent Things                          | Jake                 | Cortometraje  |
| 2012             | Sea Wall                               | Alex                 | Cortometraje  |
| 2014             | Pride                                  | Gethin               |               |
| 2015             | 007: Spectre                           | Max Denbigh          |               |
| 2015             | Victor 2015                            | Victor Frankenstein  |               |
| 2016             | Alicia a través del espejo             | Addison Bennett      |               |
| 2016             | Denial                                 | Anthony Julius       |               |
| 2016             | This Beautiful Fantastic               | Vernon               |               |
| 2017             | Handsome Devil                         | Dan Sherry           |               |
| 2019             | 1917                                   | Teniente Leslie      |               |
| 2019             | A Dark Place                           | Donald Devlin        |               |
| 2022             | Catherine Called Birdy                 | Lord Rollo           |               |
| 2023             | All Of Us Strangers                    | Adam                 |               |
| 2025             | De vuelta a la acción                  | Baron                |               |
| 2025             | Blue Moon                              | Richard Rodgers      | Posproducción |
| 2025             | Wake Up Dead Man: A Knives Out Mystery | Lee Ross             | Posproducción |
| Fuente: IMDb.com |                                        |                      |               |

### Televisión
| 1998             | The American              | Valentin de Bellegarde  | Película para la televisión     |
| 1998             | Miracle at Midnight       | Michael Grunbaum        | Película para la televisión     |
| 2000             | Longitude                 | John Campbell           | Película para la televisión     |
| 2001             | Band of Brothers          | Pvt. John "Cowboy" Hall | Episodio: "Day of Days"         |
| 2003             | Killing Hitler            | Sniper                  | Documental para la televisión   |
| 2004             | My Life in Film           | Jones                   | 6 episodios                     |
| 2005             | The Quatermass Experiment | Vernon                  | Película para la televisión     |
| 2007             | Nuclear Secrets           | Andrei Sakarov          | Episodio: "Superbomb"           |
| 2008             | John Adams                | Col. William Smith      | 4 episodios                     |
| 2008             | Little White Lie          | Barry                   | Película para la televisión     |
| 2010             | Garrow's Law              | Capitán Jones           | Episodio: "Episode #2.2"        |
| 2010             | Foyle's War               | James Devereux          | Episodio: "The Hide"            |
| 2010             | Lennon Naked              | Paul McCartney          | Película para la televisión     |
| 2010–2017        | Sherlock                  | James Moriarty          | 5 episodios                     |
| 2011             | The Hour                  | Adam Le Ray             | Serie de televisión             |
| 2012             | The Scapegoat             | Paul                    | Película para la televisión     |
| 2012             | The Town                  | Mark Nicholas           | 3 episodios                     |
| 2013             | Dates                     | Christian               | Episodio: "Jenny and Christian" |
| 2017             | School of Roars           | Narrador                | Papel de voz                    |
| 2017–2018        | Big Hero 6: The Series    | Obake                   | Papel de voz, 11 episodios      |
| 2019             | Black Mirror              | Chris Gillhaney         | Episodio: Smithereens           |
| 2019             | Fleabag                   | El sacerdote            | 6 episodios                     |
| 2019             | Modern Love               | Tobin                   | 1 episodio                      |
| 2019–2022        | His Dark Materials        | John Parry              | 7 episodios                     |
| 2021             | Oslo                      | Terje Rød-Larsen        | Película para televisión        |
| 2021             | The Pursuit of Love       | Lord Merlin             | 3 episodios                     |
| 2024             | Ripley                    | Tom Ripley              | 8 episodios, también productor  |
| 2025             | Too Much                  | Jim Wenlich Rice        | 2 episodios                     |
| Fuente: IMDb.com |                           |                         |                                 |

## Teatro
| Producción                         | Rol                 | Director           | Compañía                                | Premios                                                      |
| ---------------------------------- | ------------------- | ------------------ | --------------------------------------- | ------------------------------------------------------------ |
| Brighton Beach Memoirs             | Stan                | Rita Tieghe        | Andrew's Lane, Dublin                   | —                                                            |
| Seis personajes en busca de autor  | The Son             | John Crowley       | Abbey Theatre                           | —                                                            |
| Las bodas de Fígaro                | Querubín            | Brian Brady        | Abbey Theatre                           | —                                                            |
| A Woman of No Importance           | Gerald Arbuthnot    | Ben Barnes         | Abbey Theatre                           | —                                                            |
| The Lonesome West                  | Welsh               | Gary Hines         | Druid Theatre Company                   | —                                                            |
| Long Day's Journey into Night      | Edmund              | Karel Reisz        | The Gate, Dublin                        | —                                                            |
| Dublin Carol                       | Mark                | Ian Rickson        | Old Vic/Royal Court Theatre             | —                                                            |
| The Secret Fall of Constance Wilde | Lord Alfred Douglas | Patrick Mason      | Abbey Theatre/Barbican, RSC             | —                                                            |
| The Coming World                   | Ed/Ty               | Mark Brickman      | Soho Theatre                            | —                                                            |
| Crave                              | B                   | Vicky Featherstone | Royal Court                             | —                                                            |
| Original Sin                       | Angel               | Peter Gill         | Sheffield Crucible                      | —                                                            |
| Playing the Victim                 | Valya               | Richard Wilson     | Told by an Idiot                        | —                                                            |
| The Cavalcaders                    | Rory                | Robin Lefevre      | Tricycle Theatre                        | —                                                            |
| A Girl in a Car With a Man         | Alex                | Joe Hill-Gibbins   | Royal Court                             | Premio Laurence Olivier por sus logros en un teatro afiliado |
| Aristocrats                        | Casimir             | Tom Cairns         | National Theatre Company                | —                                                            |
| Dying City                         | Craig/Peter         | James McDonald     | Royal Court Theatre                     | —                                                            |
| The Vertical Hour                  | Philip Lucas        | Sam Mendes         | The Music Box, NY                       | Nominado - Drama League Award                                |
| Sea Wall                           | Alex                | George Perrin      | The Bush Theatre                        | —                                                            |
| Roaring Trade                      | Donny               | Roxana Silbert     | Soho Theatre                            | —                                                            |
| Cock                               | M                   | James McDonald     | Royal Court Theatre                     | —                                                            |
| Design for Living                  | Leo                 | Anthony Page       | Old Vic                                 | —                                                            |
| Emperor and Galilean               | Julian              | Jonathan Kent      | Royal National Theatre                  | —                                                            |
| Birdland                           | Paul                | Carrie Cracknell   | Royal Court Theatre                     | —                                                            |
| The Dazzle                         | Langley Collyer     | Simon Evans        | Found111                                | —                                                            |
| Letters Live                       | —                   | —                  | Freemasons' Hall                        | —                                                            |
| Hamlet                             | Hamlet              | Robert Icke        | Almeida Theatre & Harold Pinter Theatre | Nominado - Premio Laurence Olivier al mejor actor            |
| Present Laughter                   | Garry Essendine     | Matthew Warchus    | The Old Vic                             | Premio Laurence Olivier al mejor actor                       |
| Three Kings                        | Patrick             | Matthew Warchus    | The Old Vic (Old Vic: In Camera)        | —                                                            |

## Premios y nominaciones
BAFTA
| Año  | Categoría              | Trabajo  | Resultado |
| ---- | ---------------------- | -------- | --------- |
| 2012 | Mejor actor de reparto | Sherlock | Ganador   |

BIFA
| Año  | Categoría                 | Trabajo              | Resultado |
| ---- | ------------------------- | -------------------- | --------- |
| 2023 | Mejor actuación principal | Todos somos extraños | Nominado  |

Premios de la Crítica Televisiva
| Año  | Categoría                                  | Trabajo | Resultado |
| ---- | ------------------------------------------ | ------- | --------- |
| 2019 | Mejor actor de reparto en serie de comedia | Fleabag | Ganador   |

Globos de Oro
| Año  | Categoría                                              | Trabajo              | Resultado |
| ---- | ------------------------------------------------------ | -------------------- | --------- |
| 2020 | Mejor actor de reparto de serie, miniserie o telefilme | Fleabag              | Nominado  |
| 2023 | Mejor actor - Drama                                    | Todos somos extraños | Nominado  |
| 2024 | Mejor actor de miniserie o telefilme                   | Ripley               | Nominado  |

Independent Spirit
| Año  | Categoría                                | Trabajo              | Resultado |
| ---- | ---------------------------------------- | -------------------- | --------- |
| 2023 | Mejor interpretación protagonista        | Todos somos extraños | Nominado  |
| 2024 | Mejor interpretación de serie guionizada | Ripley               | Nominado  |

Primetime Emmy
| Año  | Categoría                              | Trabajo      | Resultado |
| ---- | -------------------------------------- | ------------ | --------- |
| 2020 | Mejor actor invitado - Serie dramática | Black Mirror | Nominado  |
| 2024 | Mejor actor - Miniserie o telefilme    | Ripley       | Nominado  |

Olivier
| Año  | Categoría                                           | Trabajo                    | Resultado |
| ---- | --------------------------------------------------- | -------------------------- | --------- |
| 2005 | Reconocimiento por sus logros en un teatro afiliado | A Girl in a Car with a Man | Ganador   |
| 2018 | Mejor actor                                         | Hamlet                     | Nominado  |
| 2020 | Mejor actor                                         | Present Laughter           | Ganador   |

Satellite
| Año  | Categoría                                                           | Trabajo | Resultado |
| ---- | ------------------------------------------------------------------- | ------- | --------- |
| 2019 | Mejor actor de reparto en televisión - serie, miniserie o telefilme | Fleabag | Nominado  |

Sindicato de Actores
| Año  | Categoría                             | Trabajo | Resultado |
| ---- | ------------------------------------- | ------- | --------- |
| 2020 | Mejor actor de televisión - comedia   | Fleabag | Nominado  |
| 2020 | Mejor reparto de televisión - comedia | Fleabag | Nominado  |